# Félix Louis L'Herminier
Félix Louis L'Herminier (18 mei 1779 – 25 oktober 1833) was een Franse apotheker en natuuronderzoeker, geboren in Parijs. Zijn zoon Ferdinand Joseph L'Herminier (1802 – 1866) was een botanicus en zoöloog.
Felix L'Herminier studeerde scheikunde en natuurlijke historie in Parijs, en reisde in 1798 naar Guadeloupe, waar hij een aantal jaren de flora en fauna van het eiland bestudeerde. Om politieke redenen werd hij in 1815 verbannen naar Saint Barthélemy (toen Zweeds bezit) en verhuisde later naar Charleston, South Carolina, waar hij werkte als conservator natuurlijke historie in het stadsmuseum (1816-1819). Daarna hervatte hij zijn wetenschappelijke studies in Guadeloupe voordat hij in 1829 terugkeerde naar Frankrijk.
Hij publiceerde verschillende werken over ornithologie, waaronder een verhandeling over de functie van het borstbeen bij vogels, getiteld Recherches sur l'appareil sternal des oiseaux, considéré sous le double rapport de l'ostéologie et la myologie, suivies d'un essai sur la distribution de cette classe de vertébrés (1827).
Er zijn verschillende diersoorten naar hem vernoemd, waaronder de Guadeloupespecht (Melanerpes herminieri), de inmiddels uitgestorven Martinique-krulstaarthagedis (Leiocephalus herminieri) en Audubons pijlstormvogel (Puffinus lherminieri).